# Mance Warner
Pour les articles homonymes, voir Warner.
Mance Warner (né le 10 octobre 1988) est un catcheur américain actuellement en contrat à la Major League Wrestling (MLW). Il a déjà combattu à la Combat Zone Wrestling, où il est un ancien champion du monde poids lourd et à la IWA Mid-South (en), où il a remporté à la fois le championnat poids lourd de l'IWA Mid-South (en) et le championnat par équipe (en).

## Carrière dans le catch

### Circuit Indépendant (2015-...)
Warner fait ses débuts professionnels en 2015 à l'âge de 25 ans. Il s'entraîne auprès de Billy Roc, un ancien élève de Dory Funk, Jr. et catche notamment pour l'Atlanta Wrestling Entertainment en Géorgie et la SmashMouth Pro Wrestling (SPW) dans l'Indiana. L'année suivante, il commence à tourner dans le Midwest et travaille pour des fédérations comme Rockstar Pro dans l'Ohio, Pro Wrestling King et EMERGE Wrestling dans l'Indiana et Vicious Outcast Wrestling en Virginie-Occidentale. Il acquiert une notoriété nationale, la même année, en catchant à la IWA Mid-South (en),.
Il remporte son premier titre important en 2017, l'IWA Mid-South Tag Team Championship (en) avec son partenaire Zodiac et, par la suite, commence à travailler pour d'autres fédérations comme l'Absolute Intense Wrestling, Black Label Pro et la Combat Zone Wrestling. En 2018, Warner catche souvent pour la CZW et l'AIW, de même que pour l'IWA Mid-South, gagnant la ceinture par équipe une seconde fois, All American Wrestling, Freelance Wrestling et Glory Pro. Il y affronte notamment Matt Riddle, Michael Elgin et Jimmy Jacobs. Vers la fin de l'année, il enregistre la victoire la plus importante de sa carrière en remportant le CZW World Heavyweight Championship contre Rickey Shane Page lors du CZW Cage of Death XX. 

### Major League Wrestling (2019-2021)
En 2019, Warner fait ses débuts à la télévision en signant avec la Major League Wrestling. Son premier match là-bas est contre Jimmy Yuta. Le 2 mars 2019, lors de MLW's Intimidation Games, il affronte le mexicain LA Park. Le 2 novembre, lors de MLW Saturday Night SuperFight (en), il bat Jimmy Havoc et Bestia 666 (en) dans un match « Stairway to Hell » où un rouleau de fil de fer barbelé est accroché au-dessus du ring.

## Palmarès
- AAW Wrestling (en)

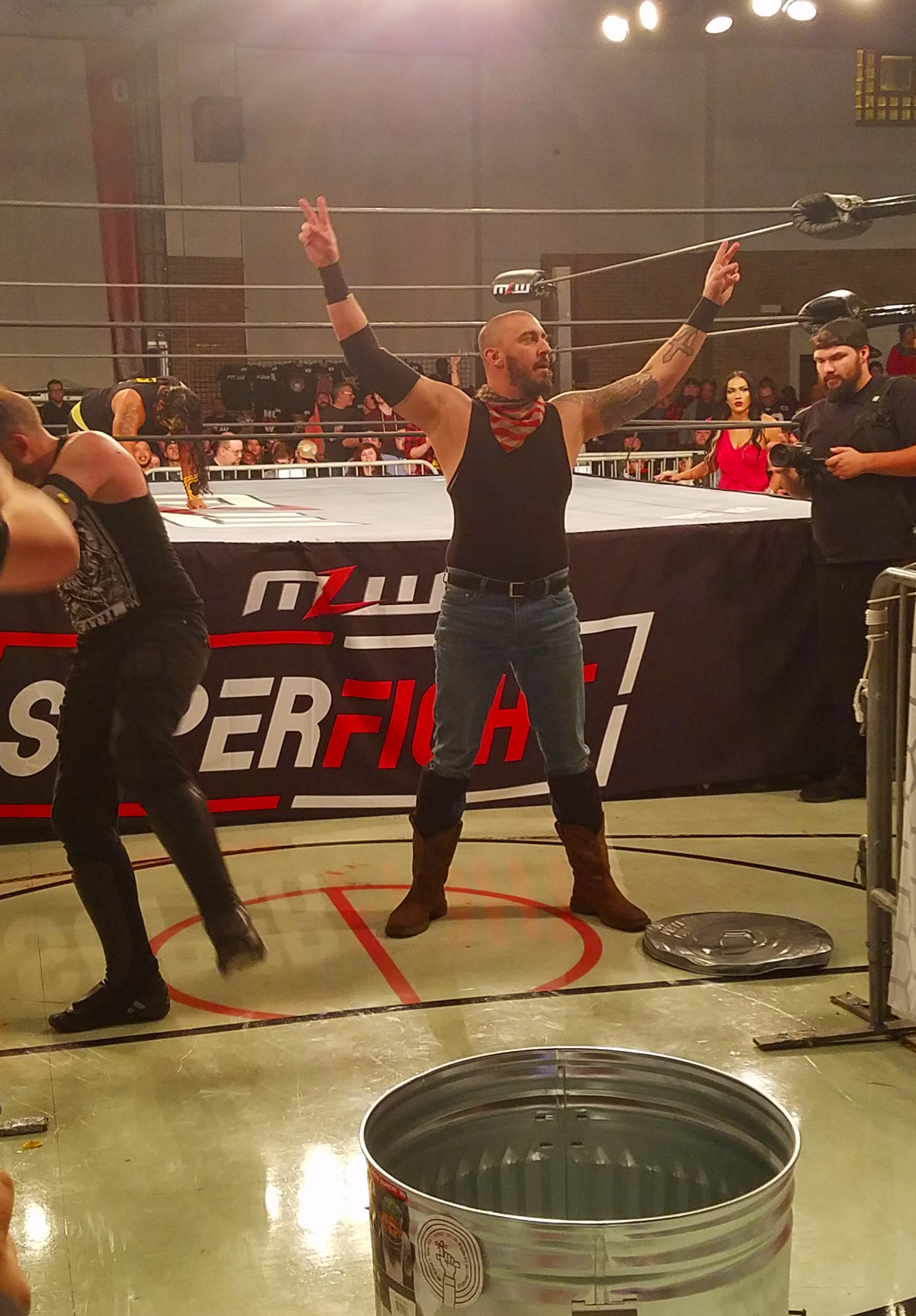
Mance Warner chauffe la foule pendant un match Stairway to Hell lors du MLF Saturday Night SuperFight

  - AAW Heavyweight Championship (en) (1 fois, actuel)[7]
- Combat Zone Wrestling[8]
  - CZW World Heavyweight Championship (1 fois)
- Game Changer Wrestling
  - GCW Tag Team Championship (1 fois, avec Matthew Justice)
- IWA Mid-South (en)[9]
  - IWA Mid-South Heavyweight Championship (en) (2 fois)
  - IWA Mid-South Tag Team Championship (en) (1 fois avec Zodiak)
- Pro Wrestling King[10]
  - PWK Tag Team Championship (1 fois avec Luke Lawson)
- Unsanctioned Pro[11]
  - Unsanctioned Pro Hardcore Championship (1 fois)

## Récompenses des magazines
- Pro Wrestling Illustrated

| Année | 2019 | 2020 | 2021 | 2022 | 2023 | 2024 |
| ----- | ---- | ---- | ---- | ---- | ---- | ---- |
| Rang  | 190  | 172  | 146  | 365  | 157  | 79   |